# Hoofdstad (Bahrein)
Hoofdstad (Arabisch: al-'Asimah) is een gouvernement in Bahrein met 163.696 inwoners.
Het gouvernement heeft in 2002 de volgende gemeenten vervangen:
- Manamah
- Jidd Hafs